# San Julián de los Prados
San Julian de los Prados, também conhecida como Santullano é uma igreja pré-românica de princípios do século IX, que se encontra em Oviedo (Astúrias), sendo um dos principais exemplos da arte asturiana.
Foi declarado Monumento Histórico Artístico em Junho de 1917, e Património da Humanidade em 2 de Dezembro de 1998.

## História

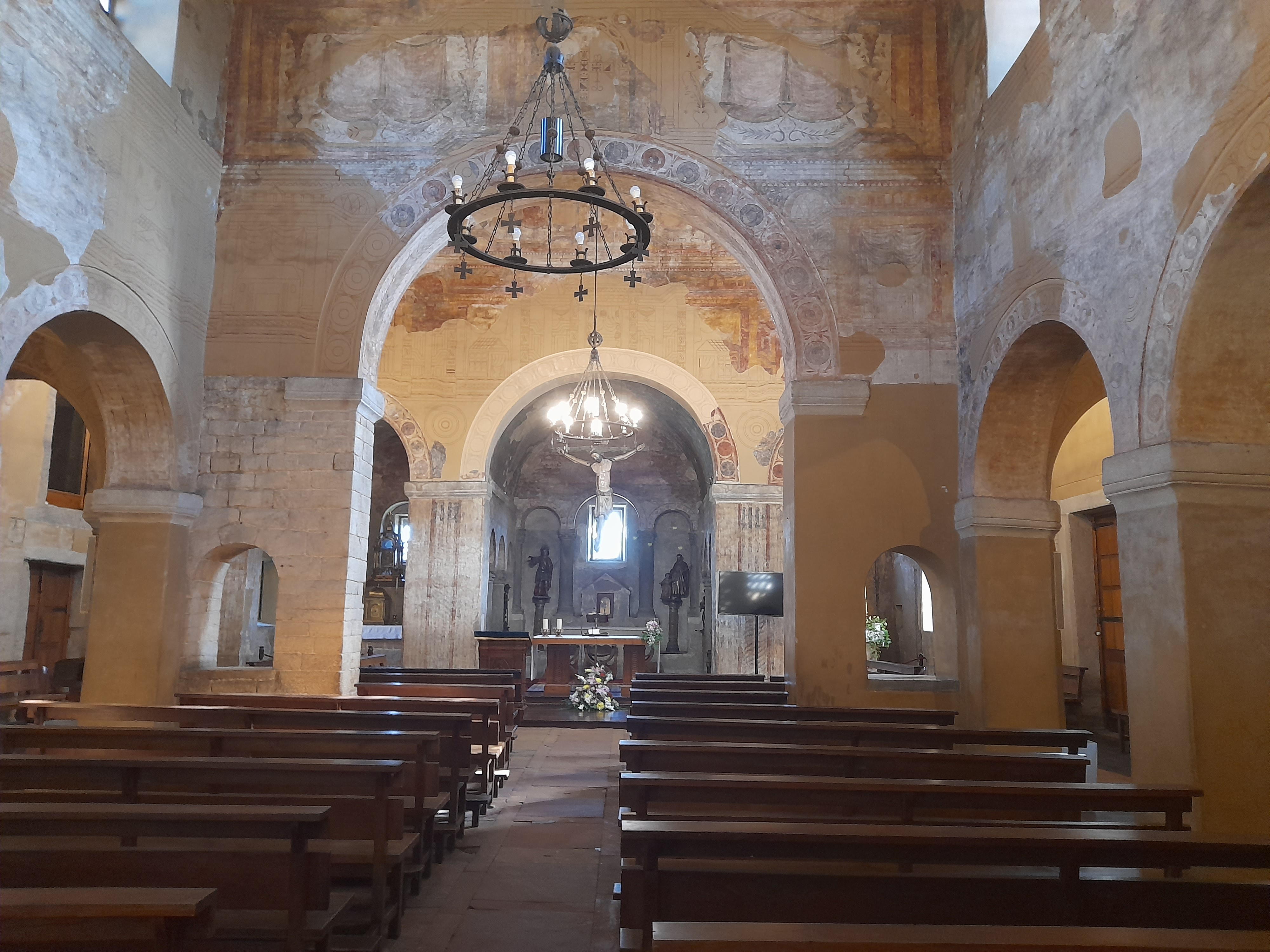
Visão interior de San Julián de los Prados

É o maior e um dos mais antigos dos monumentos pré-românicos que se ainda conservam. Foi construído durante o reinado de Afonso II, o Casto, entre os séculos 791-842. A sua construção foi dedicada a San Julian e à sua esposa Basilisa, sendo doada no ano de 896 à Catedral de San Salvador, juntamente com os seus Palácios, Banhos e Triclínios, por Afonso III, o Grande. 

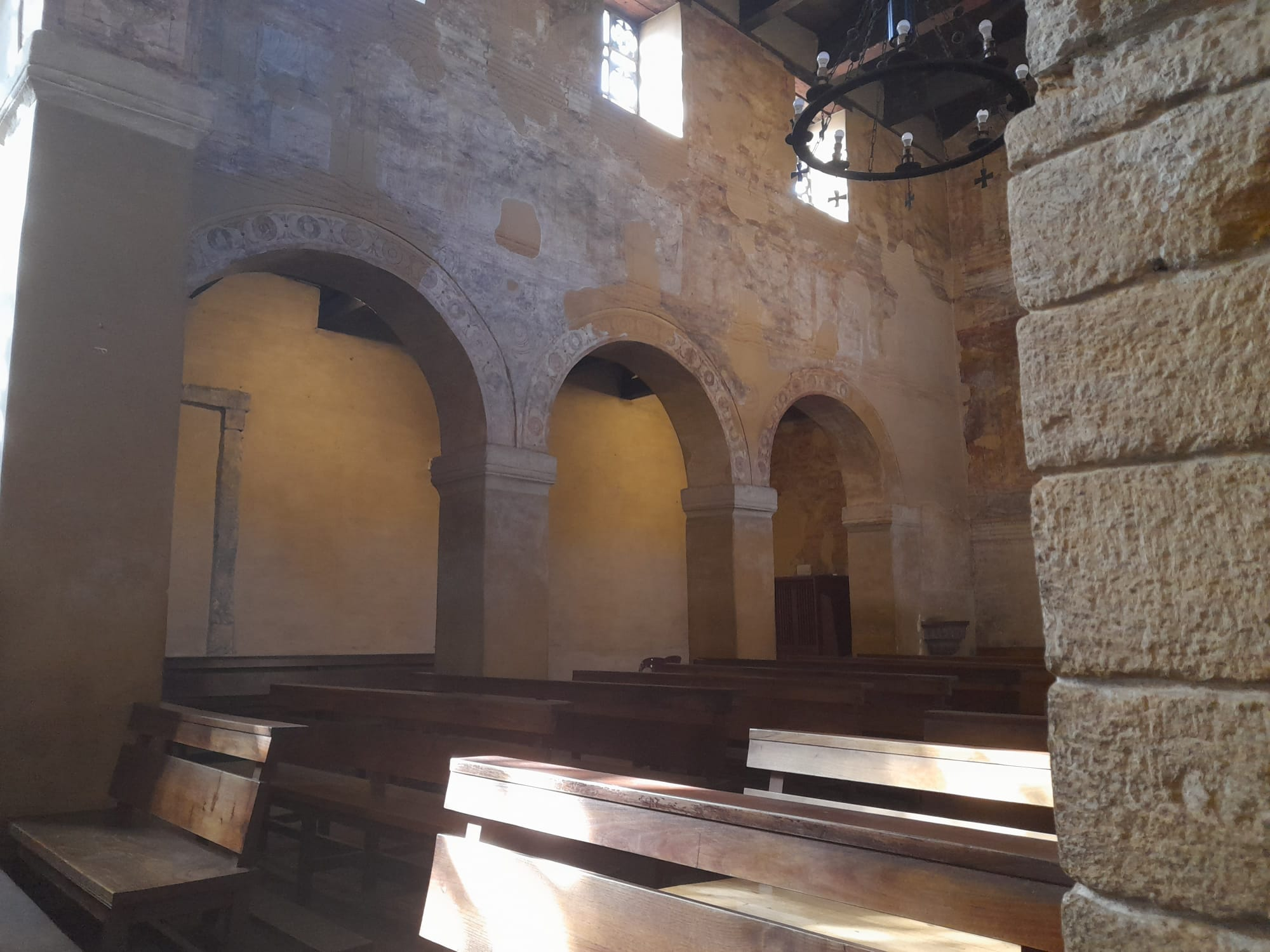
Arcada que separa a nave sul da nave central

O edifício sofreu várias restaurações ao longo da história. A primeira ocorreu no século XII, quando o pavimento original foi destruído. Depois, no século XVIII, a nave principal e transversal foram cobertas com abóbadas, substituindo o teto plano de madeira original. 
De 1912 a 1915 o edifício sofreu uma grande restauração que o devolveu ao seu estado original, onde foram implementadas a maioria das janelas ornamentadas que este tem. Foi aí também que se descobriram as suas pinturas murais, cobertas com cal na idade média. 
Em 1970, devido à construção da nova autoestrada, começam-se a restaurar os muros e os frescos.

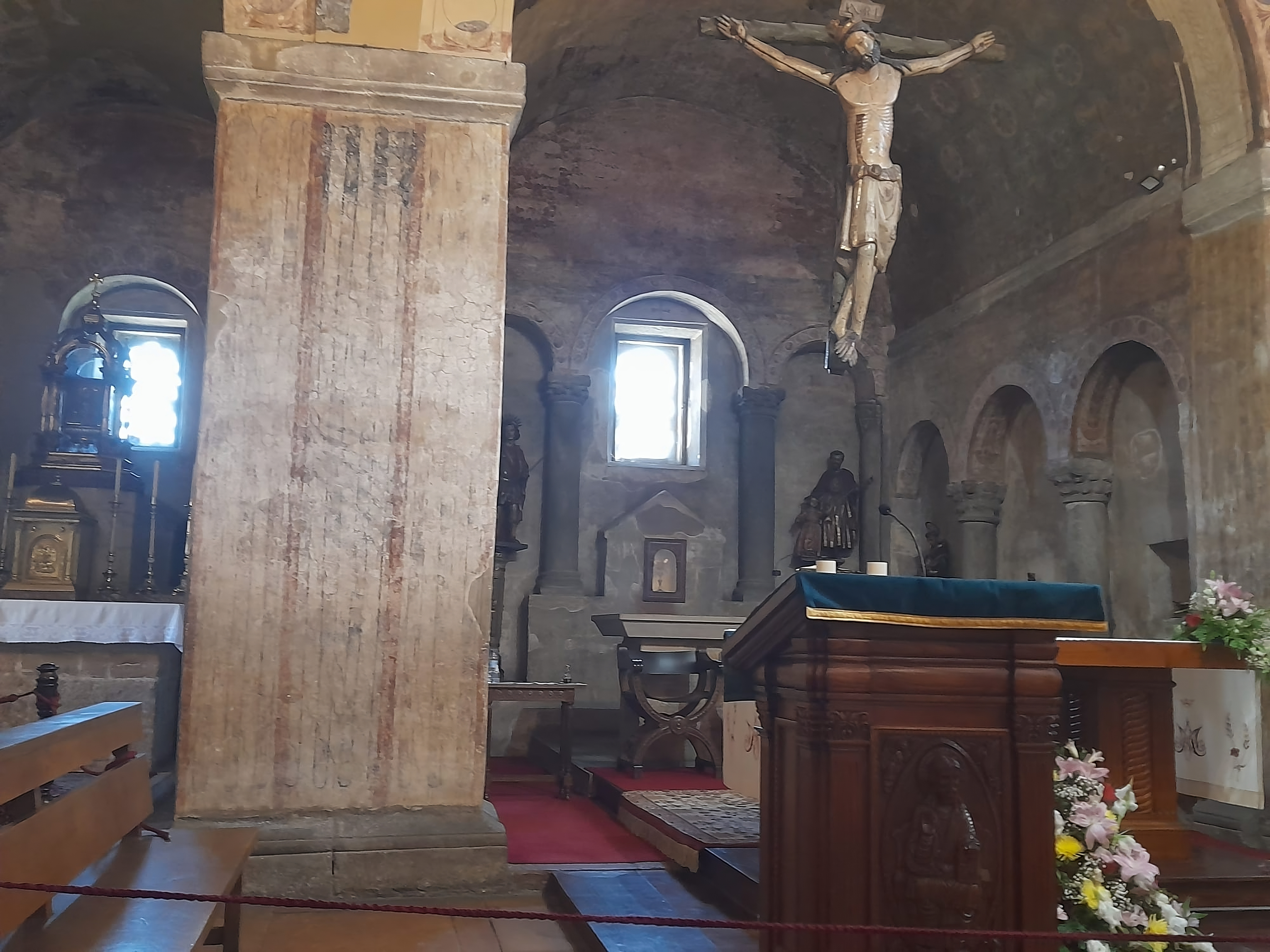
Visão da abside principal, revelando a arcada cega Coríntia e os frescos da abóbada.

## Arquitetura
Com planta basilical dividida em três naves, um transepto, uma cabeceira tripartida, três abóbadas em canhão para cada cabeceira e duas sacristias que flanqueiam o edifício, este templo demonstra-se como um caso peculiar, no entanto, a sua planta seria a mais comum nos templos Asturianos.
Das três naves, a nave central é a mais alta e mais larga comparada com as laterais. A Igreja conta com um pequeno nártex ou vestíbulo quadrangular que daria acesso às três naves. Estas separam-se por arcadas que se suportam em robustos pilares quadrados. Estas naves estão separadas do transepto através de uma iconóstase, configurada como os antigos arcos do triunfo. Aqui, o transepto adquire uma grande função simbólica, sendo o espaço de ligação dos fiéis (o homem) com a cabeceira, que representa Deus. 

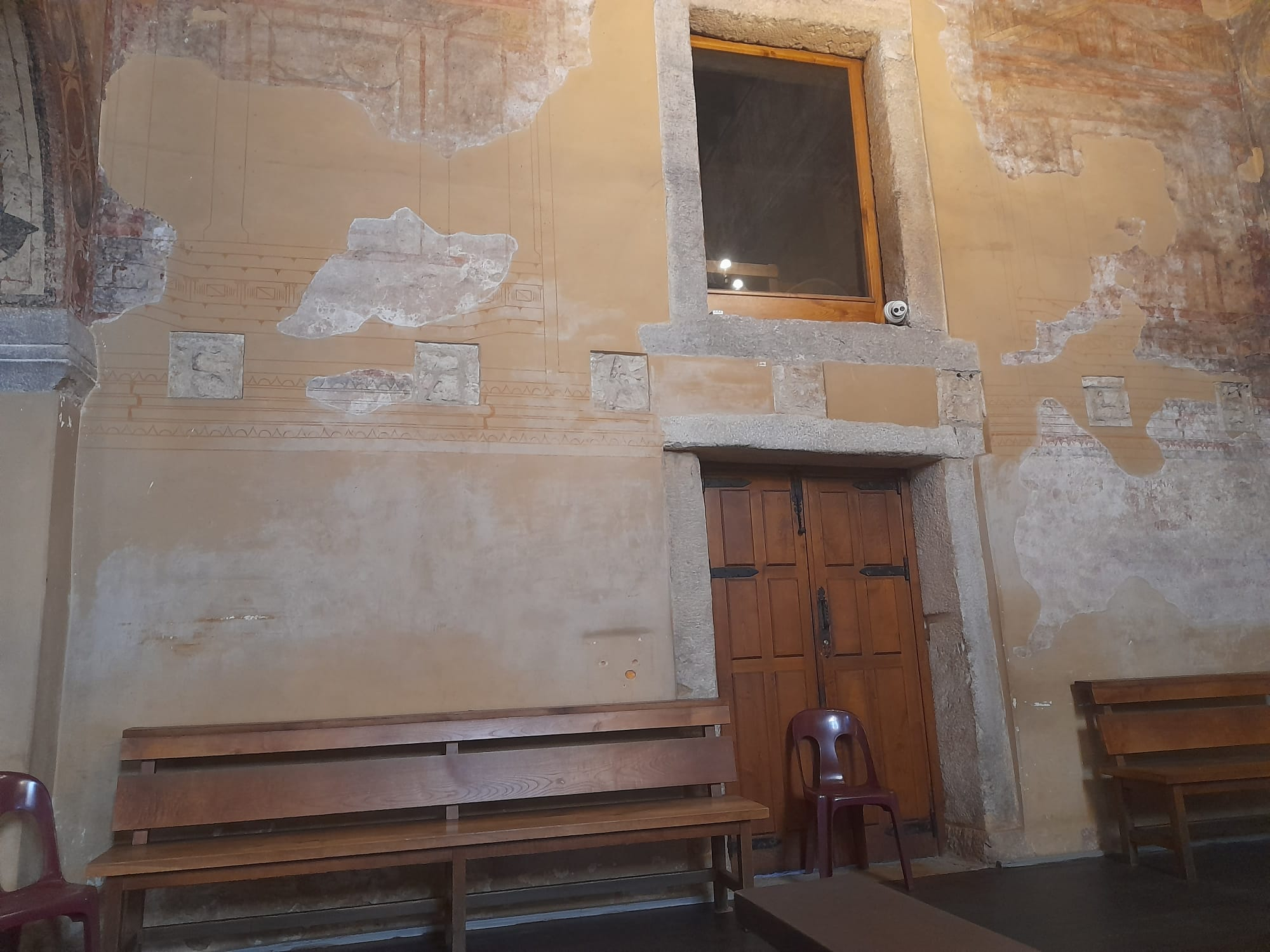
Local onde outrora estava a tribuna real (Evidenciado pelas marcas quadradas na parede).

Na parede Norte do transepto existia uma tribuna real. É possível observar ainda os encaixes da tribuna, na forma de sete marcas quadradas acima da porta de acesso à sacristia Norte.
A cabeceira, como referido anteriormente, é tripartida, sendo a sua abside principal a mais ricamente decorada: Recebe então rica decoração escultórica consistindo de várias colunas com capitéis Coríntios Romanos reutilizados que suportam uma arcada cega, este motivo repetindo-se nas absides laterais, mas nesse caso apenas pintado afresco. 
Existe também uma câmara "escondida" ligada ao exterior através da janela tripartida da cabeceira. Estas câmaras são características do Pré-Românico Asturiano, tal como em Santa Maria del Naranco, mas a sua função ainda é debatida até hoje. É, no entanto, muito provavelmente uma pequena câmara do tesouro que albergariam as riquezas do templo, tal como a Opistódomo dos templos gregos.
A cobertura das naves é plana e feita em madeira e nas absides em abóbada em canhão.

## Decoração

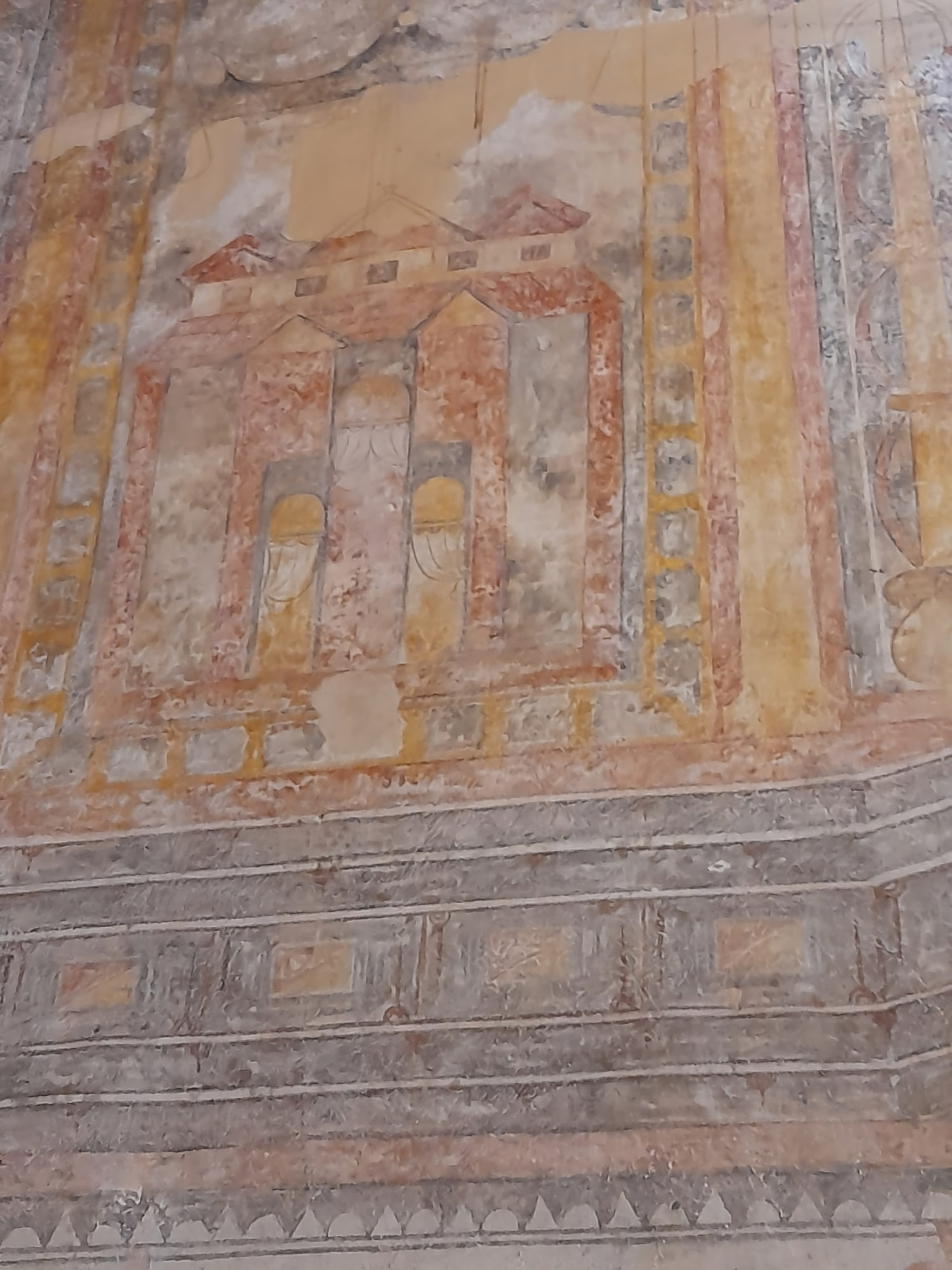
Detalhe de fresco que representa um edifício do segundo nível.

Quanto à decoração, o ponto central são os frescos visigóticos. Estes frescos representam motivos ornamentais de tradição Romana e Bizantina, mais concretamente em "Estilo Pompeiano" combinado com influências visigóticas. Utilizaram-se pigmentos brancos (Calcário e Quartzo), roxo (óxido hidratado de ferro), amarelo (óxidos de ferro) e preto (madeira carbonizada).
São representados motivos geométricos, arquitetónicos, vegetalistas e florais. Os frescos estão organizados em três níveis horizontais:
- O primeiro nível representa um rodapé a imitar mármore decorado com figuras geométricas entrelaçadas;
- O segundo nível representa edifícios e cortinas que se alternam com pequenas construções;
- O terceiro nível repete o motivo das construções palaciais que aludem a Belém e Jerusalém e cortinas, só que desta vez intercalados com espaços retangulares e cruzes com o Alfa e o Omega.[5][1]

## Galeria

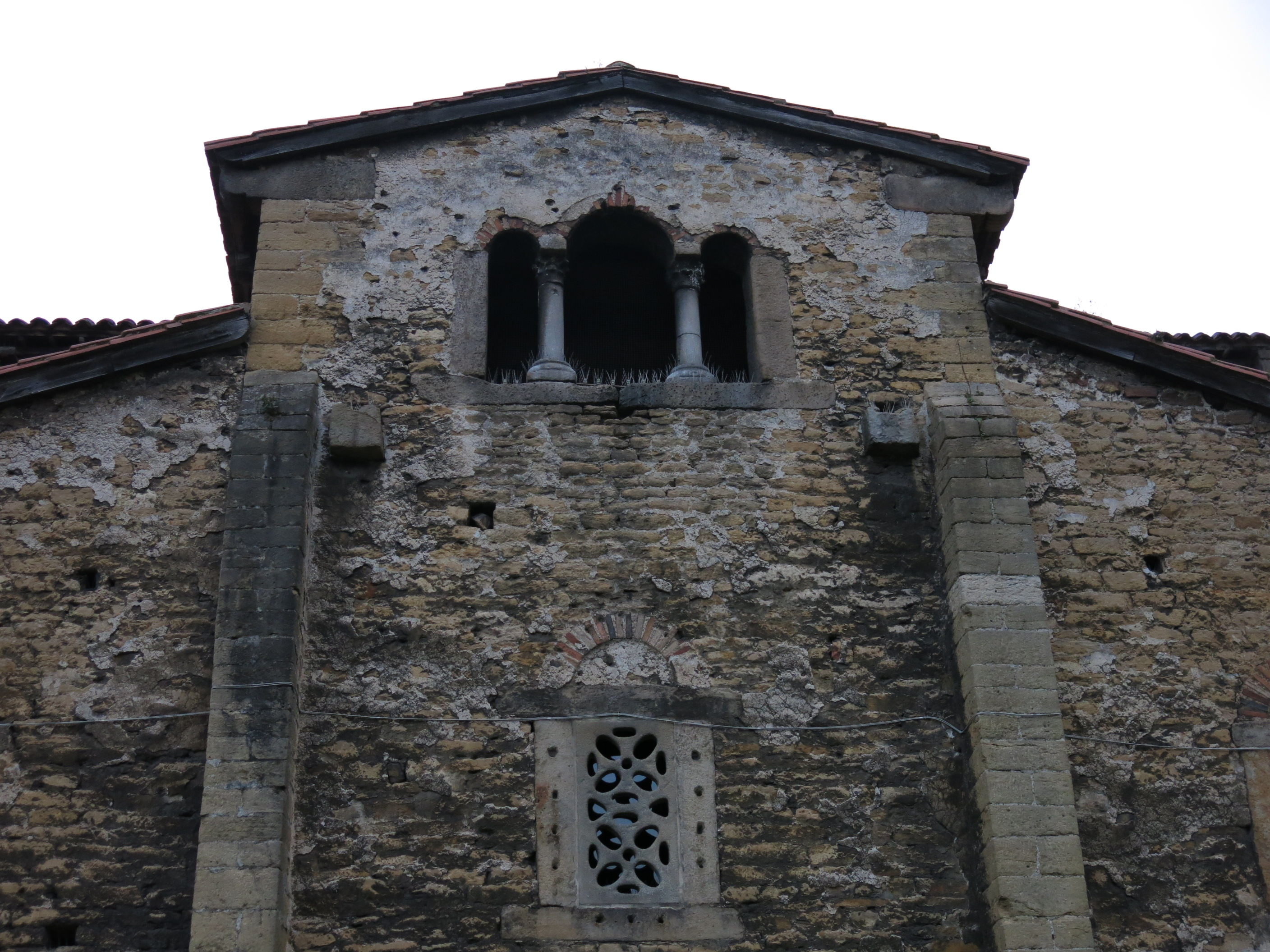
Janela tripartida posterior.
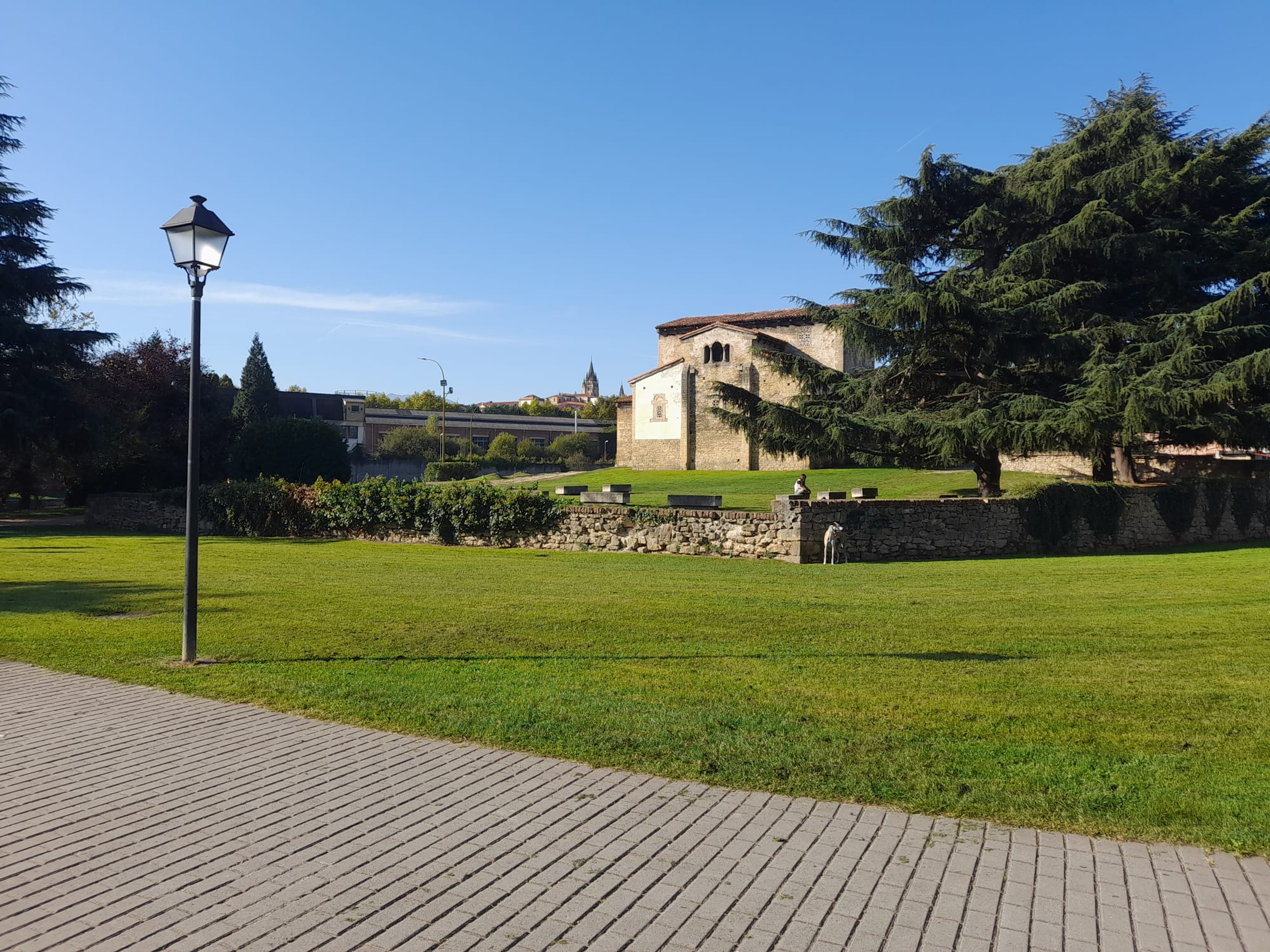
Vista detrás de San Julian de los Prados coma Catedral de Oviedo de fundo.
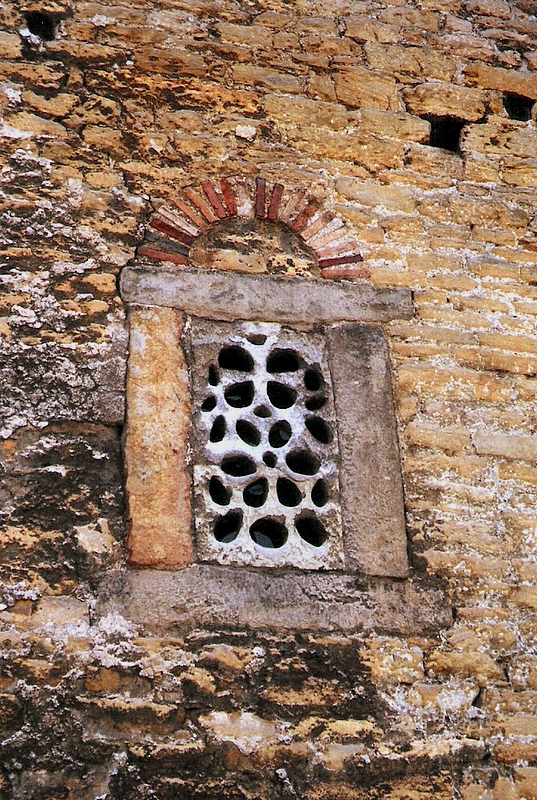
Janela original.
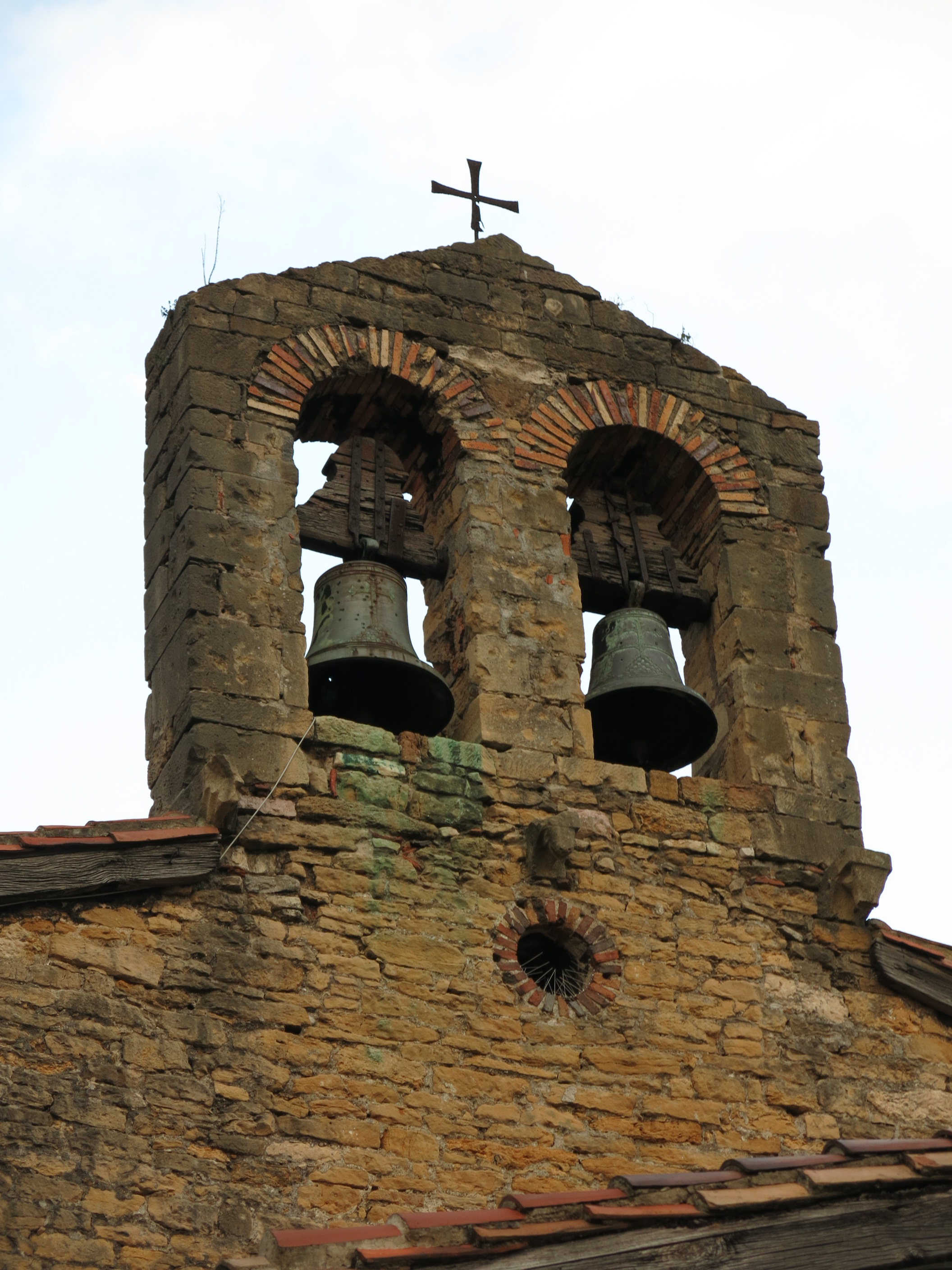
Campanário de San Julian de los Prados.

1. 1 2 3 4 5  FERNÁNDEZ, Carmen Adams (2006). El Arte Asturiano. España: Picu Urrielu. pp. 40–47. ISBN 9788496628007
2. ↑  Centre, UNESCO World Heritage. «Centro del Patrimonio Mundial -». UNESCO World Heritage Centre (em espanhol). Consultado em 9 de dezembro de 2023
3. 1 2 3 4  «Igreja de San Julián de los Prados». Turismo Asturias. Consultado em 9 de dezembro de 2023
4. ↑  Citação vazia (ajuda)
5. 1 2  «San Julián de los Prados | La guía de Historia del Arte». arte.laguia2000.com. Consultado em 9 de dezembro de 2023